# William Stoughton (Richter)

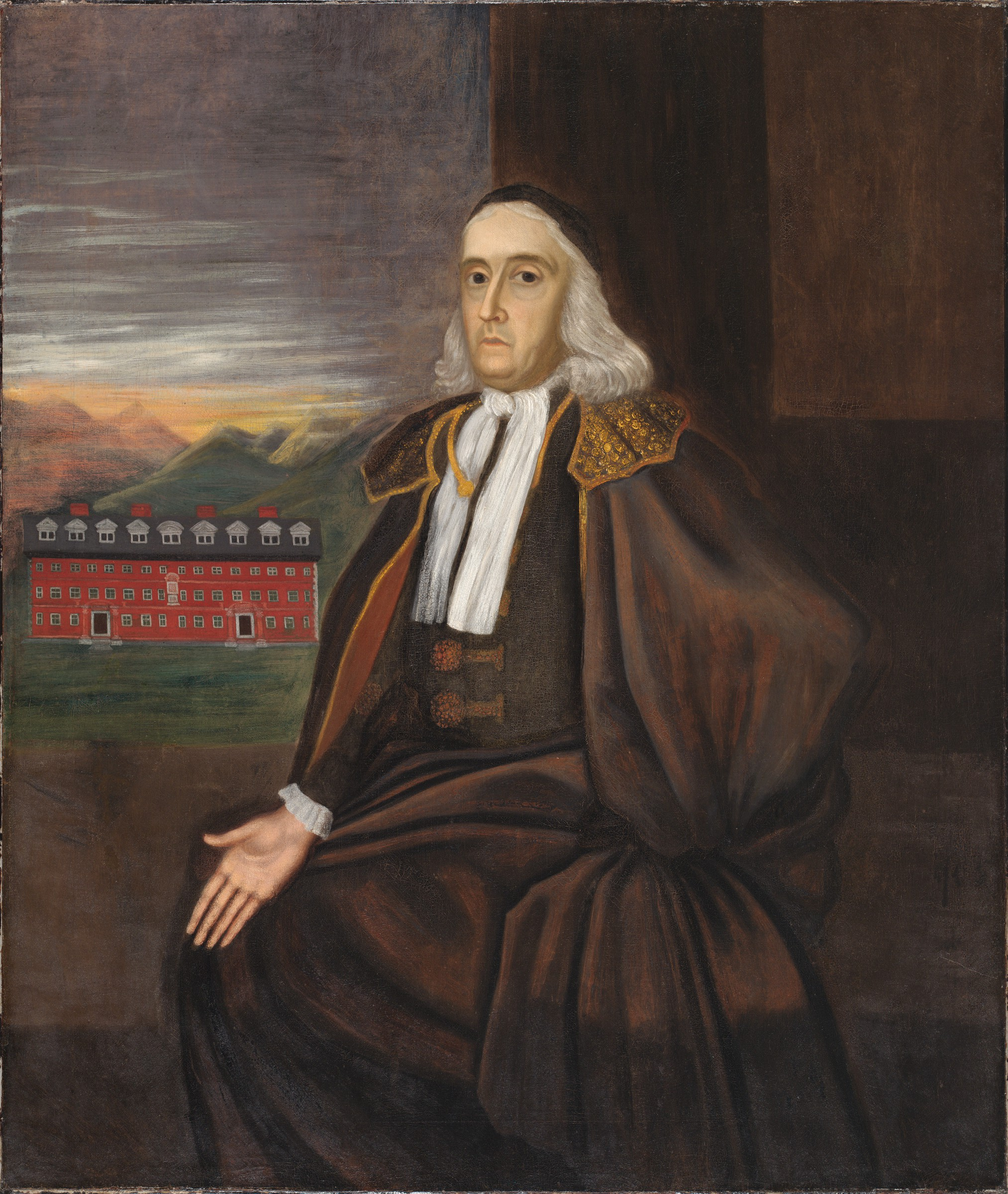
William Stoughton

William Stoughton (* 30. September 1631; † 7. Juli 1701 in der Province of Massachusetts Bay) war Oberster Richter und Kolonialgouverneur im kolonialen Massachusetts.

## Lebenslauf
Der Geburtsort von William Stoughton wird in manchen Quellen mit England und in anderen mit Massachusetts angegeben. Welche Version stimmt, muss offen bleiben. Seine Eltern Israel und Elizabeth Stoughton waren Eigentümer einer größeren Länderei in der Massachusetts Bay. Er absolvierte das Harvard College und studierte danach in England an der University of Oxford Theologie. Nach seiner Rückkehr nach Massachusetts war er für einige Zeit als puritanischer Prediger in Dorchester, einem heutigen Stadtteil von Boston, tätig. Diesen Beruf gab er aber bald auf, um eine Karriere in der Politik zu beginnen. Seit 1671 bekleidete er verschiedene Ämter in der Kolonialverwaltung. Bis 1686 gehörte er einem Beraterstab des Kolonialgouverneurs an und repräsentierte die Massachusetts Bay Colony in der New England Confederation. Zwischenzeitlich vertrat er mit geringem Erfolg die kolonialen Interessen in London. Stoughton war sowohl geschäftlich als auch politisch eng mit Joseph Dudley verbunden. Als dieser für einige Zeit das kurzlebige Dominion of New England leitete, war Stoughton sein Stellvertreter. Beide nutzten ihre politische Positionen auch für private und geschäftliche Vorteile aus. Auch unter Dudleys Nachfolger als Präsident des Dominions, Edmund Andros, bekleidete Stoughton führende politische Positionen. Zu dieser Zeit war er in der Kolonie sehr unbeliebt. Trotzdem wurde er bei der Gründung der Province of Massachusetts Bay unter William Phips dessen Vizegouverneur. Als Phips wegen Betrugsverdachts abberufen wurde, übernahm Stoughton kommissarisch das Amt des Kolonialgouverneurs. Dieses bekleidete er zwischen dem 4. Dezember 1694 und dem 26. Mai 1699. Diese Zeit war von Spannungem mit französischen Kolonisten im Norden der Kolonie, dem heutigen US-Bundesstaat Maine, überschattet. Unter dem neuen Gouverneur Richard Coote war Stoughton wieder Vizegouverneur. Nach dessen Ausscheiden aus dem Amt übernahm er für knapp ein Jahr bis zu seinem Tod erneut die Funktion des Gouverneurs (22. Juli 1700 bis 7. Juli 1701).
Ungeachtet seiner politischen Laufbahn war er im Jahr 1692 bei der Gründung der Province of Massachusetts Bay von Gouverneur William Phips nicht nur zum Vizegouverneur, sondern auch zum ersten Obersten Richter am Massachusetts Superior Court of Judicature bestellt worden. Die Ernennung erfolgte, obwohl Stoughton keinerlei juristische Vorbildung hatte. Dieses Amt hatte er bis kurz vor seinem Tod inne. Heute wäre es in einer Demokratie unvorstellbar, dass das Amt des Regierungschefs und des Obersten Richters in Personalunion vereint wären. Als Richter leitete Stoughton einige spektakuläre Fälle von Anklagen wegen Hexerei. Die Prozesse waren mehr oder weniger unfair und die Urteile standen im Voraus fest. Stoughton bediente sich dabei auch der Hellseherei bzw. Geisterbefragungen (spectral evidence). Er hat sein unrühmliches Verhalten in diesen Prozessen nie bedauert und stets gerechtfertigt.